# クリハシオオハシ
クリハシオオハシ (Ramphastos swainsonii) は、キツツキ目オオハシ科の鳥類。

## 分布
南アメリカ